# Kroonvazal

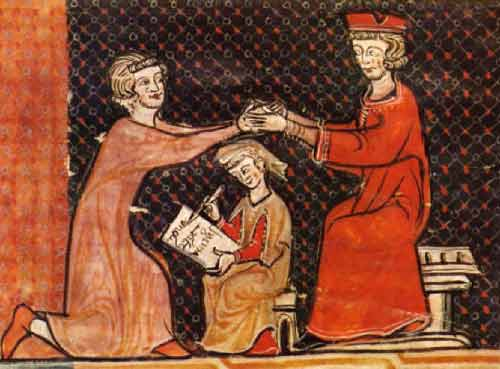
Miniatuur met een afbeelding van een leenman die een hommage aflegt.

Een kroonvazal is de hoogste leenman in de feodale piramide, direct onder de suzerein. De koning was de hoogste leenheer en suzerein, en gaf aan zijn directe leenmannen, de kroonvazallen (hertogen en graven), stukken land in leen. Die kroonvazallen, de hoge adel en clerus, waren op hun beurt weer leenheer voor hun achtervazallen. Ze verleenden (delen van) hun grondgebied aan baanderheren en burchtheren. Die feodale heren hadden op hun beurt weer vazallen of leenmannen.

## Kroonvazallen in de Nederlanden
In de Nederlanden waren in de middeleeuwen verschillende kroonvazallen te vinden. De graven van Vlaanderen waren niet alleen vazallen van de Koning van Frankrijk want naast het Franse Kroon-Vlaanderen was er ook Rijks-Vlaanderen, waarvan de Duitse keizer de leenheer was. Ook de bisschoppen van Utrecht en de graven van Holland waren vazallen van de keizer. De positie van beide leenheren was vergelijkbaar.

## Kroonvazallen in Schotland
Ook in het Schotse feodale recht is sprake van kroonvazallen.